# 虎标万金油
万金油，又名虎标万金油，是一個由新加坡虎豹企業有限公司持有的藥油（清涼油）品牌兼註冊商標。

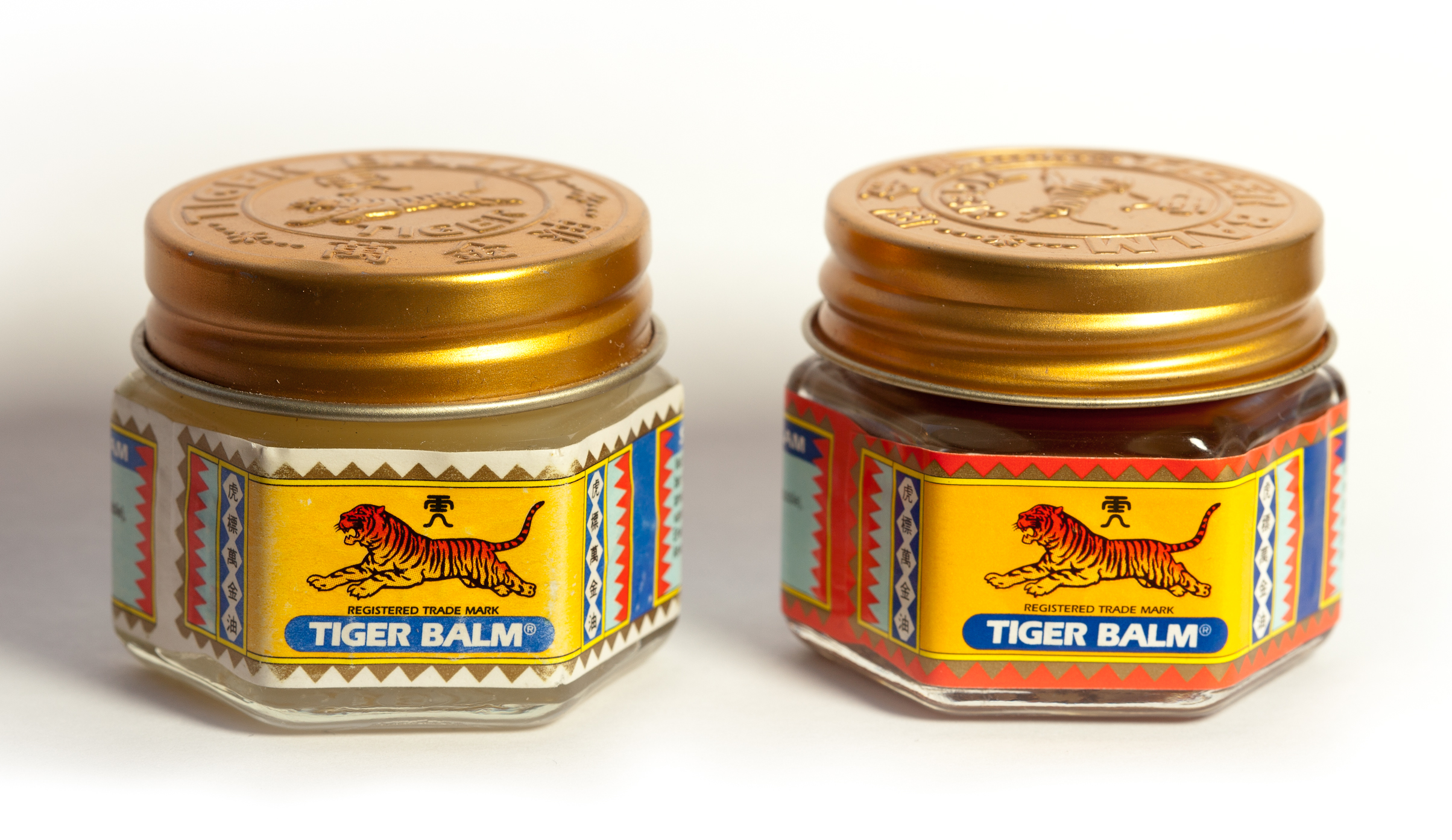
红白两种虎标万金油。

## 成份
薄荷醇、樟脑、石蜡、凡士林、薄荷油、丁香油、白千层油、肉桂油、氢氧化铵（后两者为选择性）。

## 製法

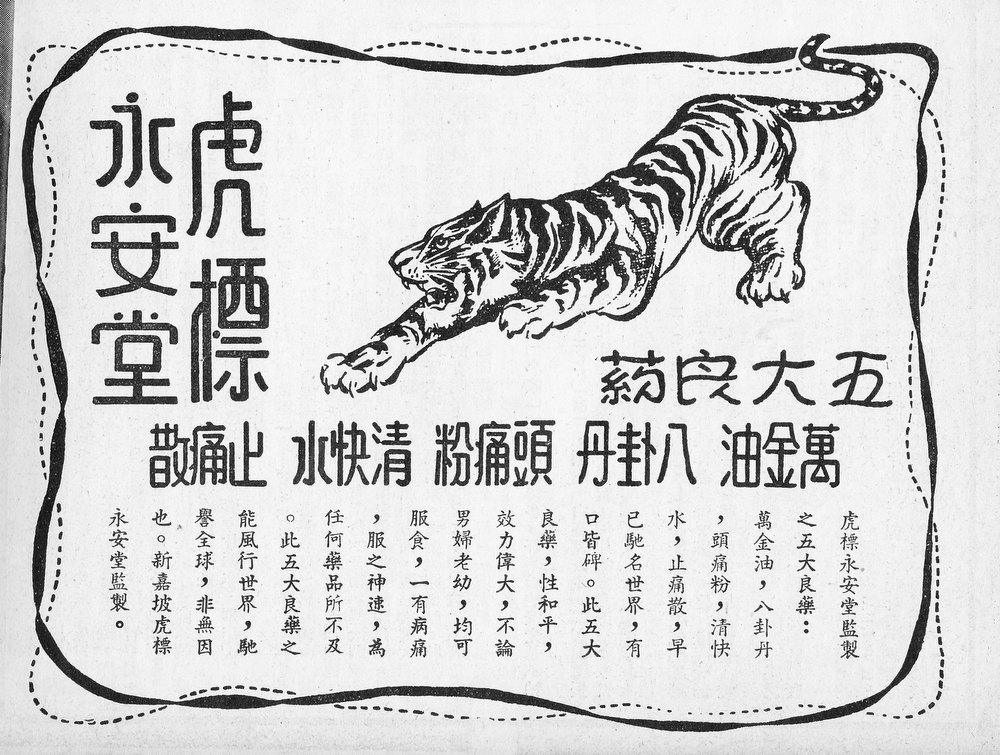
虎标永安堂廣告，1951年。万金油列為永安堂五大良藥之一。

在锅中热融石蜡、凡士林直到成为液体状，接着放凉，与樟脑块快速搅拌（可先行敲碎或磨碎樟脑）。加入剩余的成分，搅拌至混合，并使樟脑溶解其中。倒入固定的容器，并使之凝固。以上的配方将可制成良好的白色虎标万金油。若参入了氢氧化铵，虎标万金油将转为红色，使用后将产生更强烈的热度。
此產品名稱的「虎標」得名於創辦人「胡文虎」。

## 功能主治

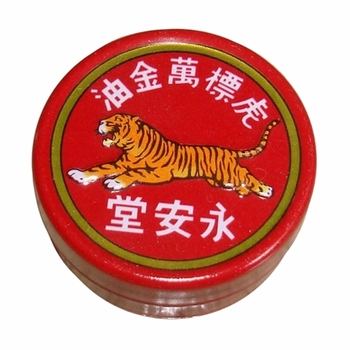
廣州永安堂生產的虎標萬金油。

- 芳香通竅
- 祛風止癢
- 清涼辟穢
- 蚊蟲叮咬
- 皮膚發癢
- 頭痛

## 中国物业

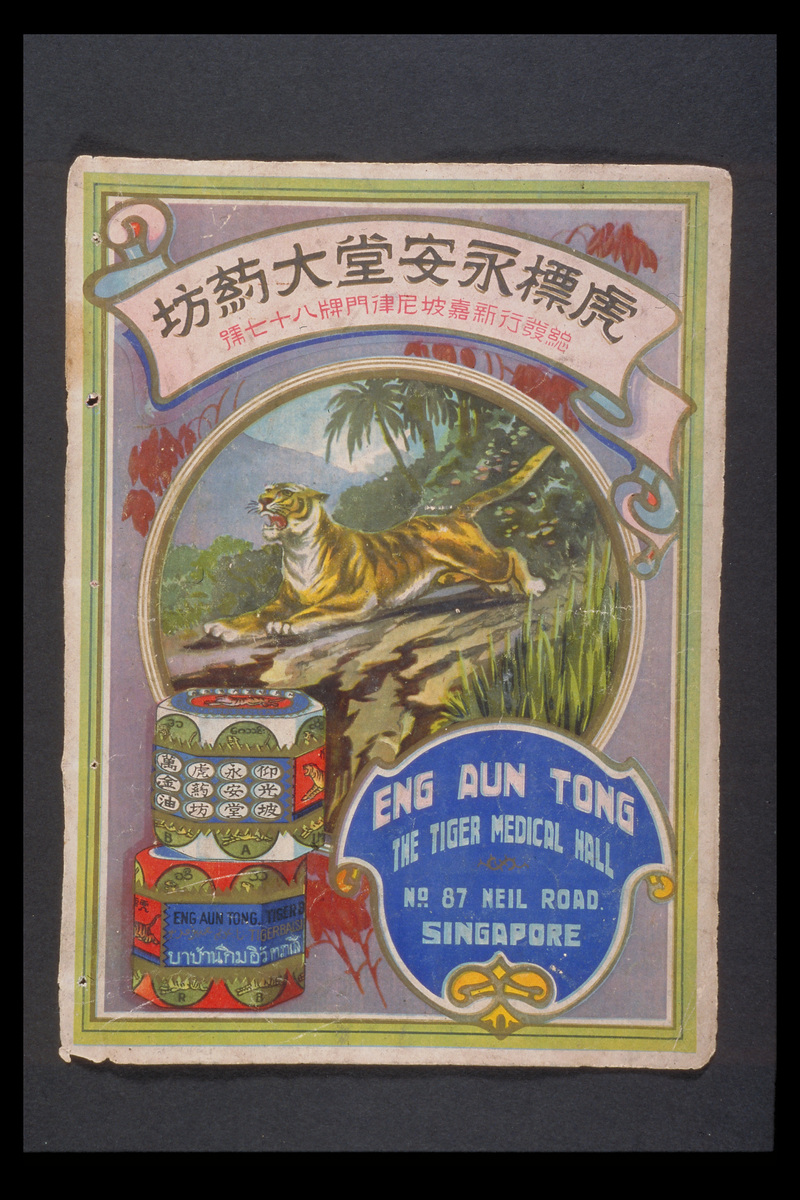

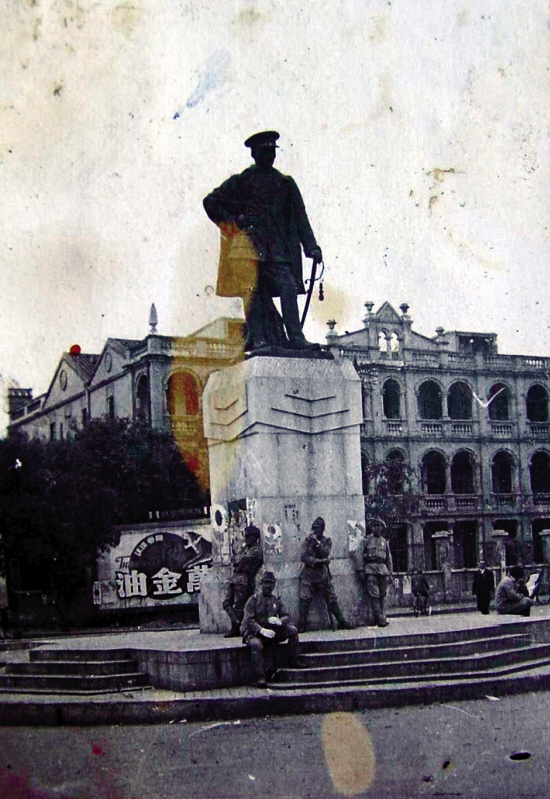
1938年廣州淪陷後，廣九鐵路大沙頭站鄧鏗像後的虎標萬金油廣告。

在广州市沿江路和长堤大马路交界处的广州少年儿童图书馆，於1937年落成，原名广州永安堂，是胡文虎在中国大陆生产经销“虎标”万金油的主要场所。1950年，中华人民共和国政府發行「人民勝利折實公債」，凡工商界（指為資本家）都要「定額認購」公債，中間偏左的胡文虎是一個大目標。由於「定額」過高，胡氏無法全部「認購」，这导致胡氏在中国大陆的產業被全部沒收，童叟皆知的虎標萬金油從此在中華大地上銷聲匿跡。胡也被指为“汉奸”，而永安堂被列为“敌产”充公，成为广东省总工会的所在地。1994年，广东省政府将大厦产权归还胡文虎之女胡仙，她把大楼捐给广州市人民政府，辟为广州第一间少年儿童图书馆。

## 外部連結
- 官方网站